# Bataille d'Embata
La bataille d'Embata est une bataille navale livrée en 356 av. J.-C., qui oppose durant la Guerre des Alliés des navires athéniens, menés par Charès, et des cités rebelles de la seconde confédération athénienne (Rhodes, Chios, Byzance) qui refusent de payer des impôts à Athènes. Elle est perdue par les Athéniens.

## Contexte historique
Les généraux athéniens avaient décidé de reprendre le contrôle en menant une bataille navale. Deux flottes furent instituées : 
- Une première dirigée par Charès
- Une autre, dirigée conjointement par Iphicrate et Timothée.

## Déroulement de la bataille
Alors que les navires rebelles étaient en vue, Charès voulut absolument se lancer dans la bataille. Cependant, une très forte tempête faisant rage, les autres généraux ne voulurent pas engager leurs navires dans la bataille, jugeant que cela était du suicide. 
Espérant faire plier les autres généraux, Charès décida malgré tout d'entamer une bataille. Malgré cela, Iphicrate et Timothée conservèrent leur position et Charès se retrouva seul pour combattre la flotte ennemie, dans une tempête de grande ampleur. Finalement, il fut contraint de renoncer, mais une grande partie de ses navires furent perdus.

## Procès contre Iphicrate
Au retour à Athènes, Charès intenta un procès contre les autres généraux (pour trahison et concussion), mais ceux-ci furent acquittés, quoiqu'ils durent payer une lourde amende. Ne pouvant payer la somme réclamée de 100 talents, Timothée fut forcé de partir en exil à Chalcis d'Eubée, où il mourut.